# Smerovišće
 Smerovišće  falu Horvátországban Zágráb megyében. Közigazgatásilag Szamoborhoz tartozik.

## Fekvése
Zágrábtól 26 km-re nyugatra, községközpontjától 6 km-re délnyugatra a Zsumberk-Szamobori-hegység egyik völgyében fekszik.

## Története
A falu lakosságát 1948-ban számlálták meg először önállóan, addig Slani Dolhoz tartozott. 1948-ban 4 állandó lakosa volt. Trianon előtt Zágráb vármegye Szamobori járásához tartozott. A falunak  2011-ben 116 lakosa volt.

## Lakosság
| Lakosság változása | Lakosság változása | Lakosság változása | Lakosság változása | Lakosság változása | Lakosság változása | Lakosság változása | Lakosság változása | Lakosság változása | Lakosság változása | Lakosság változása | Lakosság változása | Lakosság változása | Lakosság változása | Lakosság változása | Lakosság változása |
| ------------------ | ------------------ | ------------------ | ------------------ | ------------------ | ------------------ | ------------------ | ------------------ | ------------------ | ------------------ | ------------------ | ------------------ | ------------------ | ------------------ | ------------------ | ------------------ |
| 1857               | 1869               | 1880               | 1890               | 1900               | 1910               | 1921               | 1931               | 1948               | 1953               | 1961               | 1971               | 1981               | 1991               | 2001               | 2011               |
| 0                  | 0                  | 0                  | 0                  | 0                  | 0                  | 0                  | 0                  | 4                  | 16                 | 10                 | 64                 | 83                 | 116                | 134                | 116                |

## Külső hivatkozások
- Szamobor hivatalos oldala
- Szamobor város turisztikai egyesületének honlapja